# Pelegrina chalceola
Pelegrina chalceola är en spindelart som beskrevs av Maddison 1996. Pelegrina chalceola ingår i släktet Pelegrina och familjen hoppspindlar. Inga underarter finns listade i Catalogue of Life.